# Estadio Cooperativa de Ahorro y Crédito Mushuc Runa
El Estadio Mushuc Runa Cooperativa de Ahorro y Crédito es un estadio multiusos. Está ubicado en la comunidad Echaleche, sector Allpachaca, perteneciente a la parroquia Pilahuín del cantón Ambato, provincia de Tungurahua a 3250 metros de altitud. Fue inaugurado el 17 de noviembre de 2018. Es usado para la práctica de fútbol y tiene capacidad para 8200 espectadores.

## Historia

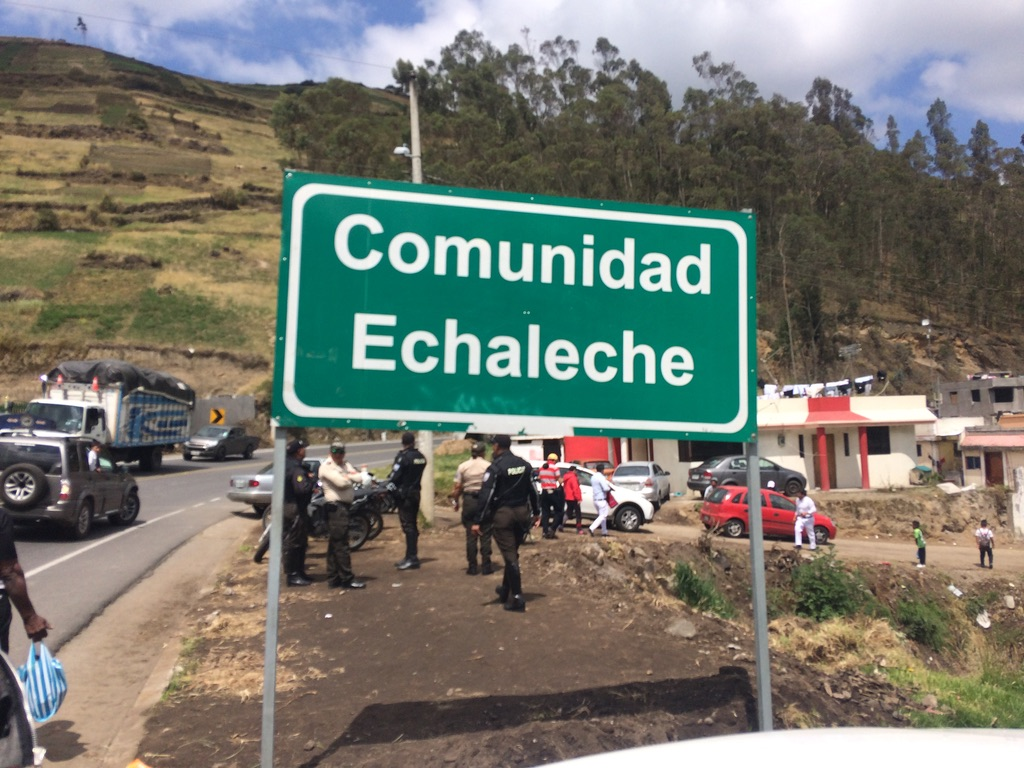
El estadio está ubicado en la Comunidad Echaleche, cerca de la frontera entre las parroquias Juan Benigno Vela y Pilahuín, perteneciendo a esta última.

La intención de tener un estadio propio siempre fue el anhelo de la directiva del Mushuc Runa Sporting Club, encabezada por el abogado Luis Alfonso Chango. Es así como en el año 2012 inicia el proyecto de construcción del estadio; se decidió ubicarlo en la comunidad Echaleche, sector Alpachaca, en la parroquia Pilahuín, del cantón Ambato en la provincia de Tungurahua, a 3250 metros sobre el nivel del mar.
El estadio es sede de distintos campeonatos de todas las categorías juveniles del Mushuc Runa como son la sub-12, sub-14, sub-16, sub-18 y la reserva, que compiten en los campeonatos organizados por la Asociación de Fútbol de Tungurahua y la Federación Ecuatoriana de Fútbol. Pese a no estar al 100% terminado ya se jugaron algunos partidos de la categoría sub-16 y sub-18 en el estadio.
El estadio tiene instalaciones con camerinos para árbitros, equipos local y visitante, zona de calentamiento, cabinas de prensa, bares, control antidopaje, entre otros servicios para los aficionados.

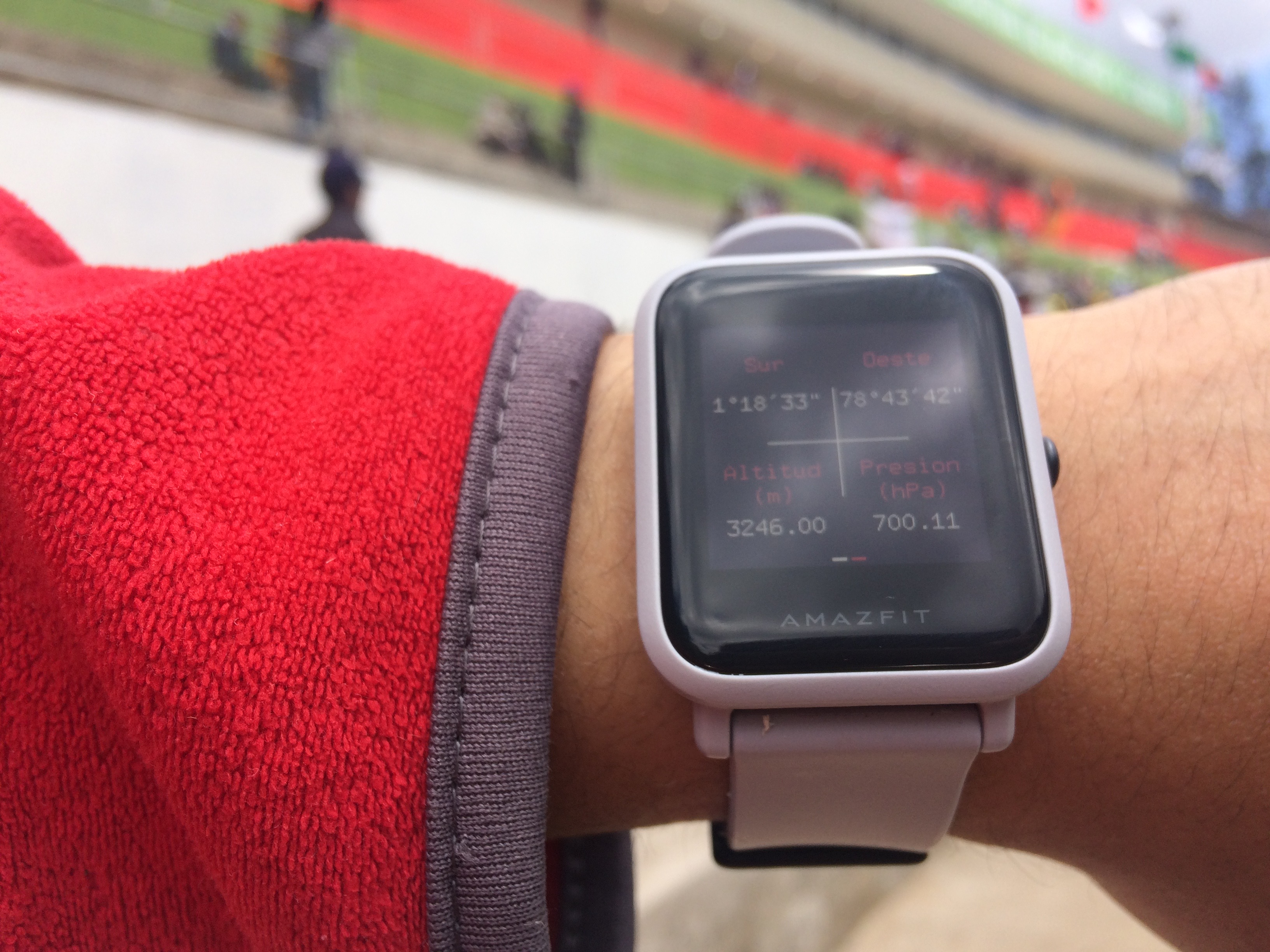
Altitud del estadio según un smartwatch: 3246

En la temporada 2018 después de seis años de trabajos en el estadio se logra concluir las obras en el recinto deportivo. El primer partido tuvo lugar el 17 de noviembre de 2018, cuando Mushuc Runa recibió al Orense Sporting Club por la fecha 42 del Campeonato Ecuatoriano de Fútbol Serie B 2018, encuentro en el que vencería por 3-0 al cuadro costeño. Michael Endara anotó a los 7 minutos del primer tiempo el primer gol notado en el Estadio Mushuc Runa COAC, completaron los goles Fabio Renato a los 13 minutos y Esteban Rivas a los 70 minutos, además de ser la primera victoria de Mushuc Runa en su nuevo estadio, también significó el ascenso del equipo a la Liga Pro BdP 2019. Este encuentro se convirtió en el primer partido de fútbol profesional, de primera categoría, jugado en la comunidad Echaleche.

### Ampliación
En el primer trimestre de 2019 se iniciaron los trabajos de ampliación del estadio Mushuc Runa COAC. Se comenzó a construir una de las generales con una capacidad de 3200 personas, para lo cual el presidente Luis Alfonso Chango convocó a una minga a todas las comunidades indígenas de los sectores cercanos a Echaleche para el 11 de abril de 2019. Con la colaboración de las comunidades se limpió y habilitó dos nuevos ingresos vehiculares a partir de  viejo camino de tierra desde Pilahuín y Juan Benigno Vela, y con la ayuda de 300 albañiles se construyó una bandeja que aumentaría la capacidad hasta las 8200 personas.

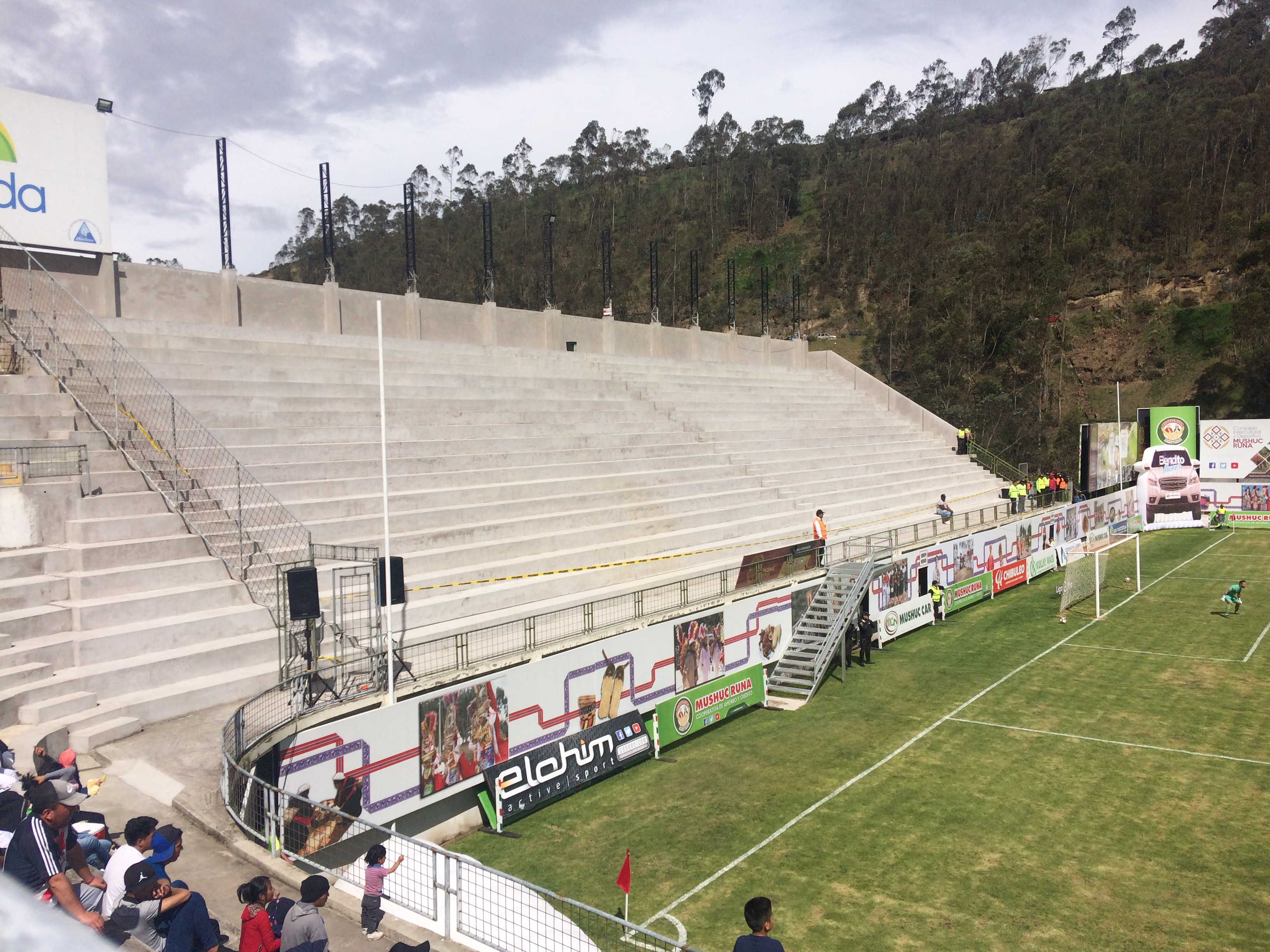
La nueva bandeja para 3200 personas.

El partido que iba a inaugurar  este nuevo sector del estadio iba a ser el domingo 28 de abril de 2019 en un encuentro válido por la décima primera fecha de la LigaPro Banco Pichincha 2019 donde se enfrentarían Mushuc Runa Sporting Club y Liga Deportiva Universitaria. El 23 de abril la LigaPro envió un documento a Mushuc Runa donde describen que se enviaron los documentos correspondientes del GAD Municipal, Policía Nacional, Ministerio de Salud y Cruz Roja junto con los planos del estadio con ingresos y salidas, por lo que el estadio quedó aprobado pero que no se iban a responsabilizar por cualquier consecuencia. A pesar de eso, periodistas de medios de comunicación radiales de Quito, ciudad de origen de Liga Deportiva Universitaria, cuestionaron la seguridad del compromiso. Ante las presiones se pronunció Patricia Larrea, coordinadora zonal del Servicio Nacional de Gestión de Riesgos afirmando que si no se había presentado un plan de contingencia por lo que no se debería jugar ahí pero se retractó después al recibirlo. El partido finalmente se jugó en el Bellavista debido a que el intendente de policía Gieovani Acosta decidió no autorizar el evento sin dar más detalles. Al final el partido inaugural fue ante Técnico Universitario el 12 de mayo de 2019. Desde 2019 ha estado en planes ampliar el estadio para un aforo de 10 mil espectadores.

### Marcador electrónico
En septiembre de 2021 se instaló un moderno marcador electrónico digital de 50m², está ubicado frente a la tribuna principal y la fecha de estreno estuvo prevista para el 17 de octubre cuando el equipo del ponchito recibió a Técnico Universitario por la Fecha 10 de la Fase 2 de la LigaPro Betcris 2021.